# فيدال ميدينا
فيدال ميدينا (بالإسبانية: Vidal Medina)‏ هو مخرج مكسيكي، ولد في 1976.